# مایکل دی‌بیکی
مایکل الیس دی‌بیکی(به انگلیسی: Michael Ellis DeBakey) (زاده ۷ سپتامبر ۱۹۰۸ در لیک چارلز، لوئیزیانا - درگذشته ۱۱ ژوئیه ۲۰۰۸)، جراح عمومی و قلب و عروق، دانشمند و مربی پزشکی آمریکایی بود.

## زندگی‌نامه
والدین دی‌بیکی مهاجرین لبنانی بودند. پدر مایکل، شاکر دباغی، به منظور سهولت در تلفظ، نوشتار نامشان را از دباغی به دی‌بیکی تغییر دادند.
از او به عنوان یکی از بهترین کاردیولوژیست و جراحان قلب تاریخ یاد می شود.
او مدتی هم ریاست کالج پزشکی بیلور و بخش جراحی در مرکز پزشکی تگزاس را بر عهده داشت.دی باکی توسط پزشکانی که در داروخانه پدرش ملاقات کرده بود، الهام گرفت تا حرفه پزشکی را دنبال کند و همزمان نیز مهارت های خیاطی را از مادرش آموخت. او متعاقباً در دانشگاه تولین برای دوره پیش پزشکی خود و دانشکده پزشکی دانشگاه تولین برای تحصیل پزشکی حضور یافت. در تولین، او نسخه‌ای ازپمپ پریستالتیک را توسعه داد که در ابتدا از آن برای انتقال مستقیم خون از فردی به فرد دیگر استفاده کرد و بعداً به جزئی از دستگاه قلب و ریه تبدیل شد. پس از آموزش های اولیه جراحی در بیمارستان خیریه، دی بیکی تشویق شد تا دوره های فلوشیپ جراحی خود را در اروپا تکمیل کند، قبل از اینکه در سال ۱۹۳۷ به دانشگاه تولین بازگردد. در طول جنگ جهانی دوم، او در بخش مشاوران جراحی دفتر جراح عمومی ارتش کار کرد و بعداً در ایجاد اداره امور جانبازان مشارکت داشت.
نوآوری‌های جراحی دی‌بیکی شامل روش‌های جدید برای ترمیم و تشریح آنوریسم‌های آئورت، توسعه دستگاه‌های کمکی بطنی و معرفی جایگزین‌های عروقی پروتز بود.
دی‌بیکی از پیشگامان جراحی بای‌پس سرخرگ کرونری بود و در سال ۱۹۵۳ نخستین عمل جراحی برداشتن شریان کاروتید (carotid endarterectomy) را با موفقیت انجام داد. او همچنین در سال ۱۹۵۸ نخستین عمل جراحی آنژیوپلاستی گرافتی قلبی (patch-graft angioplasty) را انجام داد.
دی‌بیکی و همکارانش بر روی ۵۰٬۰۰۰ بیمار قلبی، عمل جراحی انجام داده اند از جمله نظارت عمل جراحی بای‌پس پنجگانه (quintuple bypass surgery) بر روی بوریس یلتسین در سال ۱۹۹۶ میلادی. وی جراح محمدرضا پهلوی نیز بود.
یک مرکز پزشکی ارتشی به افتخار او نامگذاری شده‌است.
او مدت ۷۵ سال طبابت کرد و در سال ۲۰۰۸ در هیوستون درگذشت.

## جوایز و افتخارات

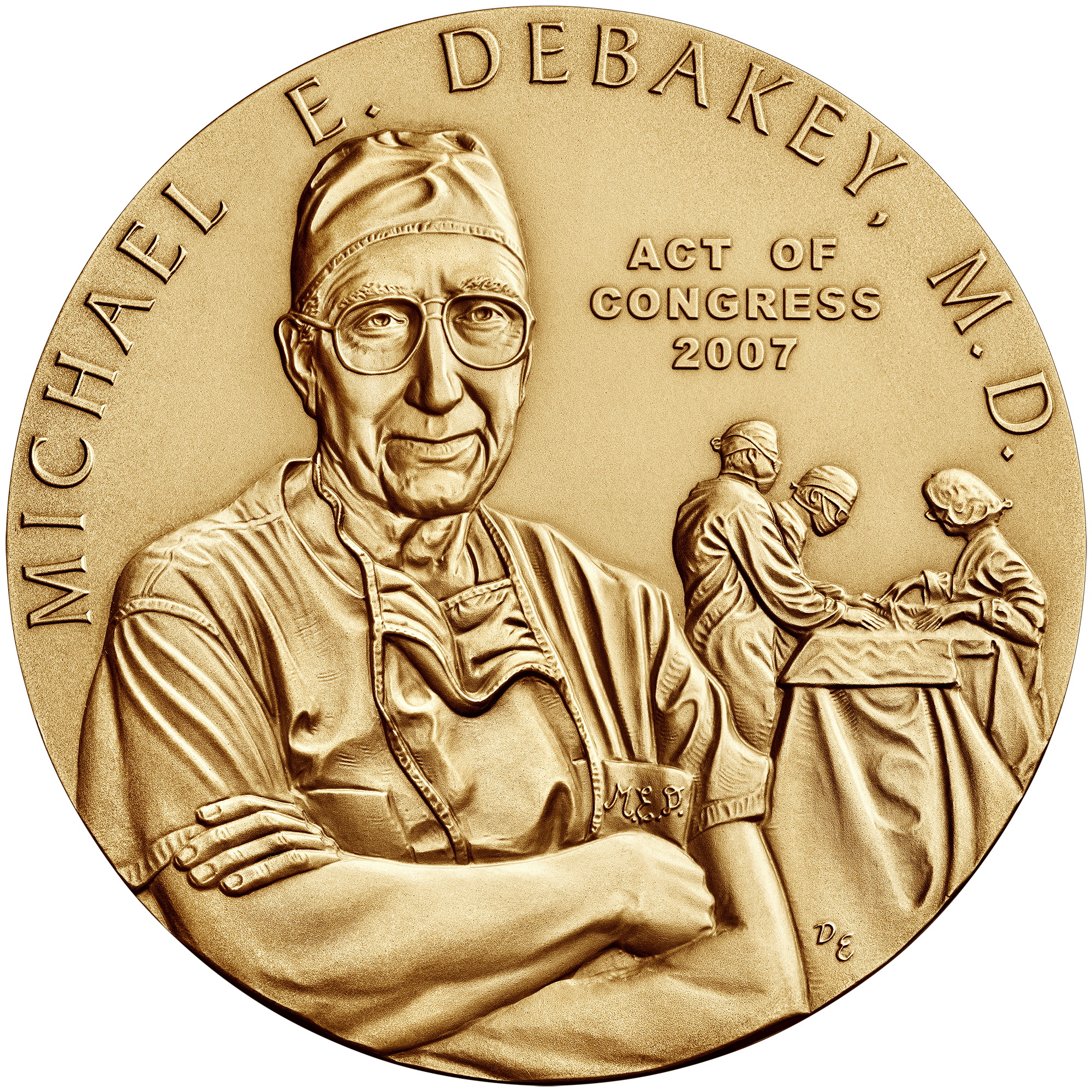
مدال طلا افتخار کنگره آمریکا

- جایزه یک عمر دستاورد از آکادمی فیلم‌های پزشکی
- انجمن قلب آمریکا (AHA)
- کودکان ملل متحد (CUN)
- دانشنامه بریتانیکا
- بنیاد تحقیقات زیست پزشکی
- کالج بین‌المللی آنژیولوژی
- جشنواره بین‌المللی فیلم بهداشت و پزشکی
- مدیر افتخاری (Research! America)
- انجمن فارغ التحصیلان پزشکی تولین
- هنگ شایسته ارتش آمریکا (۱۹۴۵)
- مدال طلای هکتون انجمن پزشکی آمریکا (۱۹۵۴ و ۱۹۷۰)
- جایزه رودلف ماتاس در جراحی عروق (۱۹۵۴)
- جایزه خدمات برجسته جامعه بین‌المللی جراحی (۱۹۵۸)
- جایزه لریش (۱۹۵۹)
- جایزه خدمات برجسته انجمن پزشکی آمریکا (۱۹۵۹)
- جایزه آلبرت لاسکر برای تحقیقات پزشکی بالینی (۱۹۶۳)
- جایزه نمایشگاه مدال طلای انجمن پزشکی آمریکا بیلینگز (۱۹۶۷)
- جایزه قلب طلای انجمن قلب آمریکا (۱۹۶۸)
- مدال پنجاهمین سالگرد آکادمی علوم اتحاد جماهیر شوروی سوسیالیستی (۱۹۷۳)
- عضو خارجی آکادمی علوم پزشکی روسیه (۱۹۷۴)
- مدال و تقدیر رسمی فرمانده کل کهنه سربازان جنگ‌های خارجی (۱۹۸۰)
- جایزه خدمات برجسته انجمن جراحی آمریکا (۱۹۸۱)
- نشان ملی علوم زیستی (۱۹۸۷)
- جایزه آکادمی تحقیقات جراحی مارکوویتز (۱۹۸۸)
- جایزه قدردانی ویژه انجمن کالج‌های پزشکی آمریکا (۱۹۸۸)
- دکترای افتخاری علوم از دانشگاه فرانسیسکو ماروکین (۱۹۸۹)
- جایزه خدمات برجسته هنگ آمریکایی (۱۹۹۰)
- رئیس افتخاری انجمن بین المللی پمپ‌های خون چرخشی (۱۹۹۲)
- جایزه پرمیو جوزپه کورادی برای جراحی و تحقیقات علمی (۱۹۹۷)
- آکادمی پزشکی نظامی روسیه، جایزه بین‌المللی جراحان بوریس پتروفسکی و اولین برنده مدال طلای بوریس پتروفسکی (۱۹۹۷)
- درجه افسر بزرگ (درجه سانتیاگو د اسپادا) پرتغال (۱۹۹۸)
- جایزه پزشکی کمپلات جان پی مک گاورن (۱۹۹۹)
- عضو خارجی آکادمی علوم روسیه (۱۹۹۹)
- تصویب قطعنامه‌هایی به افتخار دکتر دی بیکی برای ۵۰ سال فعالیت پزشکی در تگزاس توسط مجلس سنا و نمایندگان تگزاس (۱۹۹۹)
- جایزه مربی مجازی انجمن پزشکی آمریکا (۲۰۰۰)
- مدال انجمن فلسفی آمریکا جاناتان رودز (۲۰۰۰)
- جایزه اسطوره زنده دویستمین سالگرد کتابخانه کنگره (۲۰۰۰)
- جایزه مدال مندل دانشگاه ویلانوا (۲۰۰۱)
- تالار مشاهیر هیوستون (۲۰۰۱)
- جایزه اختراع سال ناسا (۲۰۰۱)
- دانشگاه پزشکی کارولینای جنوبی (۲۰۰۲)
- مدال طلای کنگره (۲۳ آوریل ۲۰۰۸)
- مدال آزادی رئیس‌جمهوری
- مدال ملی علوم

## آثار
مایکل دی‌بیکی بیش از ۱۳۰۰ مقاله و کتاب در زمان حیات خود منتشر ساخت. از پر انتشار ترین آثار او می‌توان به موارد زیر اشاره نمود:
- قلب زنده، گروه انتشارات پاتنام (۱۹۸۳)
- رژیم غذایی قلب زنده نیویورک: ریون پرس/سیمون و شوستر (۱۹۸۴)
- قلب زنده جدید، آدامز (۱۹۹۷)